# ما جرى يوم الخميس
ما جرى يوم الخميس، هي مجموعة قصصية من تأليف جمال ناجي ونشرت في العام 2006 وهي ثالث مجموعة قصصية للكاتب.

## المحتوى
تتكون هذه المجموعة القصصية من خمسة عشر قصة:
1. رجل لا يحسن الحب
2. مجتمع مدني
3. يوميات رجل مكتوف اليدين
4. ما جرى يوم الخميس
5. الجهات الخمس
6. عوني ابن خالتي
7. الأحوال
8. شهادة سوء سلوك
9. يوم الحمار
10. حذاء ابن خالتي
11. مقاومة بيضاء
12. عادي
13. العود
14. أحياء سبق أن ماتوا
15. قلب أخضر